# Алєте сенегальський
Алє́те сенегальський (Alethe diademata) — вид горобцеподібних птахів родини мухоловкових (Muscicapidae). Мешкає в Західній Африці. Раніше вважався підвидом рудого алєте.

## Поширення і екологія
Сенегальські алєте поширені в Сенегалі, Гвінеї, Гвінеї-Бісау, Сьєрра-Леоне, Ліберії, Кот-д'Івуарі, Гані і Того. Вони живуть в рівнинних тропічних лісах на висоті до 1500 м над рівнем моря.